# Pierre Ramelot
 Pierre Jean Albert Charles Victor Ramelot, né le 4 juillet 1905 à Paris 10e et mort le 24 septembre 1942 à Paris 18e, est un journaliste, acteur, scénariste et réalisateur français.

## Biographie
Fils naturel de l'historien, dramaturge et poète breton Olivier de Gourcuff (1853-1938), Pierre Ramelot débute à l'âge de 19 ans comme acteur avant de se lancer dans une carrière de journaliste, de scénariste et de réalisateur.
Il réalise une vingtaine de documentaires et de courts-métrages de fiction entre 1924 et 1942 qui sont aujourd'hui, pour la plupart, considérés comme perdus. La Cinémathèque française ne conserve en effet que son unique long-métrage Haut comme trois pommes de 1935 ainsi que le premier de ses courts-métrages Voulez-vous faire du cinéma ? de 1924. Le Centre national du cinéma conserve pour sa part deux de ses films de propagande, Le Péril juif et Les Corrupteurs de 1941.
Sous l'Occupation, il participe à la propagande antisémite du régime de Vichy, en réalisant un documentaire intitulé Le péril juif. Son court-métrage Les Corrupteurs, est considéré comme un film de propagande allemande. Il a été projeté en mai 1942 en première partie du film Les Inconnus dans la maison d'Henri Decoin.
Terrassé par une crise cardiaque, Ramelot meurt subitement à l'âge de 37 ans, alors qu'il préparait un film sur Paris d'après un scénario de Pierre Véry.

## Filmographie

### Acteur
- 1924 : Les Grands, d'Henri Fescourt : d'Ambreville
- 1924 : La Belle Nivernaise de Jean Epstein : un membre de l'équipage
- 1924 : L'Héritage de cent millions d'Armand du Plessy : le clerc de notaire

### Réalisateur
- 1924 : Voulez-vous faire du cinéma ? court-métrage co-réalisé avec René Alinat[13],[14], avec Suzanne Balco, Fabien Haziza et Émile Saint-Ober
- 1926 : La Vie des forains (documentaire)[15],[16]
- 1929 : Belleville, documentaire romancé co-réalisé avec Jean-Paul Le Tarare[17], avec Mireille Séverin[18] et R.-E. Bré
- 1930 : Seule, court-métrage sur un scénario de Roger Régent, avec France Ristori[19]
- 1933 : Un p'tit bateau allait sur l'eau, court-métrage co-réalisé avec Pierre Rosenberg[20],[21], avec Lucette Claude[22]
- 1935 : Le Village en folie
- 1936 : Haut comme trois pommes, long-métrage co-réalisé avec Ladislas Vajda, avec Raymond Cordy et Madeleine Guitty
- 1936 : Le Petit bateau, court-métrage en couleurs, dialogues de Jacques Bousquet, avec Jean Tissier, Jean Sinoël, Pierre Etchepare, Christian-Gérard et Joan Warner[23],[24]
- 1941 : Le Péril juif, version française du documentaire allemand Der Ewige Jude de Fritz Hippler
- 1941 : Les Corrupteurs (court-métrage)[25],[26],[27]
- 1942 : Cabarets montmartrois, documentaire romancé avec Marcel Vallée, Annette Poivre, et Jacques Grello[28]
- 1942 : Poste n° 1, documentaire sur la SNCF[29]
- 1942 : Une pirouette de Monsieur Girouette, court-métrage avec Pierre Etchepare, Léonce Corne et Gaston Rullier dans le rôle-titre
- 1942 : Monsieur Girouette stratège, court-métrage avec Pierre Etchepare, Léonce Corne et Gaston Rullier dans le rôle-titre[30]
- 1942 : Monsieur Girouette et la guerre de Cent Ans ![31], court-métrage sur un scénario d'Ignace Musard[32] et des dialogues de François Mazeline, avec Pierre Etchepare, Léonce Corne et Gaston Rullier dans le rôle-titre.

### Scénariste
- 1929 : L'Aventure de Luna-Park[33], d'Albert Préjean[34],[35], avec Albert Préjean, Danièle Parola[36], Jim Gérald et Nicole de Rouves.
- 1929 : La Robe, d'André Brunelle[37]
- 1936 : Haut comme trois pommes
- 1936 : Le Petit bateau (court-métrage en couleurs)
- 1939 : Deux de la cloche, de Robert Rips[38]
- 1941 : L'Enfer des anges, de Christian-Jaque (adaptation)[39]
- 1941 : La Foire aux Femmes, de Gilbert Dupé (adaptation)[40]
- 1941 : Les Corrupteurs (court-métrage)